# 北美枫香树
北美枫香树 (Liquidambar styraciflua)，又称 美国苏合香，褐松树， 红糖香树（redgum），缎胡桃树，星叶香树，钝吻鳄树（alligatorwood）， 或简称为枫香树。 北美枫香树是枫香树属的落叶植物，起源于暖温带地区的东北美洲和热带高山地区的墨西哥和中美洲。枫香树是美国东南部的一种主要经济作物，并且是温带气候区中一种很受欢迎的观赏植物，其树叶多为五角形，果实坚硬且带刺。北美枫香树现属于枫香科，但过去它被认为是金缕梅科植物。

## 分布
枫香树是美国东南部最常见的硬木之一 ，它的分布区域多在低地，北至康涅狄格州西南部，南至佛罗里达中部，西至伊利诺伊州、密苏里州南部和德克萨斯州东部，但不包含阿巴拉契亚洲的高寒地区和美国中西部诸州。该物种也生长在墨西哥的新莱昂州南部至恰帕斯州区域。在危地马拉，萨瓦尔多，尼加拉瓜和洪都拉斯也能见到枫香树的踪影。在墨西哥和中美洲，枫香树是云雾森林中的一种标志植物，生长于气候潮湿、温和的中部海拔的各个山区。

## 特征描述

### 尺寸
北美枫香树是一种中大型树，在人工培育下可高度可达15-21米，自然环境下最高可达46米，树干直径平均为61-91厘米，树龄可长达四百年。

### 树叶
北美枫香树的树叶通常有五个（有时为六个或七个）尖刺型掌状叶，长约7-13厘米，有三束叶脉。